# Alessandro Mandarini
Alessandro Mandarini (Maratea, 17 luglio 1762 – San Lucido, 20 settembre 1820) è stato un colonnello dell'esercito del Regno di Napoli.

## Biografia
Unico figlio maschio di Francesco Mandarini e Lucrezia di Fortuna, si formò presso l'Accademia Militare di Napoli, affiancando gli studi militari con quelli di lettere. Terminati questi studi, fece il suo ingresso nella vita pubblica di Maratea nel 1794, quando donò 266 ducati al municipio della città per estinguere un debito contratto con la Regia Corte per l'approvvigionamento di grano per i poveri.
Nel 1795 sposò Eleonora Tartaglia, dalla quale ebbe dieci figli, tra cui uno battezzato personalmente del Re Ferdinando al quale dette il suo nome.
Più volte sindaco della città,  promosse attività di sostegno per i più bisognosi e la realizzazione di opere pubbliche, in molti casi eseguite a sue spese.
Nel corso della sua carriera militare ottenne il titolo onorifico di viceconsole di Malta (1795) e il re di Napoli gli conferì nel 1799 il titolo di salvatore della patria per aver aiutato a sedare le rivolte filo-francesi. 
Durante l'insurrezione calabrese, il 14 luglio 1806 fu nominato Governatore di Maratea, e al comando di 1000 uomini difese il Castello di Maratea dall'assedio napoleonico portato avanti da Jean Maximilien Lamarque, ma dovette arrendersi in mancanza dell'aiuto promesso dall'esercito inglese e per la scarsità di viveri. Si trasferì a Cefalù e con il ritorno dei Borboni sul trono fu nominato intendente per la Calabria Citra (l'attuale provincia di Cosenza). Per la strenua difesa di Maratea ottenne l'onore delle armi da parte del generale francese Lamarque, che gli donò la sua sciabola e dal Re il titolo di nobile di Cefalù con diritto, per essere ricordato da tutti i suoi discendenti all'infinito, di fregiarsi delle sue insegne araldiche.
 

Tenne la carica per cinque anni e quindi si ritirò a vita privata: gli fu concessa una pensione vitalizia e venne decorato con la gran croce dell'ordine cavalleresco costantiniano. Morì in Calabria a San Lucido e venne sepolto nella chiesa parrocchiale del paese, in un sepolcro realizzato dall'architetto napoletano Cuciniello, dove è stato scritto: 

## Ricordi e dediche
A Maratea gli sono stati dedicati una lapide presso il santuario di San Biagio del 12 maggio 1906, in ricordo della resistenza contro i francesi, e un busto di marmo nella villa comunale nel 1966. Inoltre gli è stata intitolata la via tra piazza Vitolo e il parcheggio Padre Pio.

## Fonti e bibliografia
- Cernicchiaro José, Conoscere Maratea, Napoli 1979.
- Dammiano Domenico, Maratea nella Storia e nella Luce della Fede, Sapri 1965.
- Ferruccio Policicchio, Il Decennio Francese nel Golfo di Policastro, Lancusi 2001.
- Greco Luigi Maria, Annali di Citeriore Calabria, Cosenza 1872.